# ورنكية بيتا
ورنكية بيتا (Okamejei pita) هي سمكة ورنكية متوسطة الحجم من جنس الأوكاميجي يتواجد فقط في أقصى شمال الخليج العربي وفي الشواطئ العراقية ويعيش في عمق مياه تصل إلى 15 متر (49 قدم).
يتراوح طولها حوالي 46 سم وغالباً ما تكون باللون البُني الفاتح وقد تم تسميتها بورنكية بيتا نسبة لتشابهها مع شكل الخبز العربي المعروف باسم بيتا.

## الحالة
بالرغم من أن هذا النوع غير محدد عن طريق الاتحاد الدولي لحفظ الطبيعة. إلا أنها ليس هدف للصيادين. يعتقد أن أعداد هذا السمك نقصت بسبب التلوث وزيادة نسب المواد السامة في البحر. فشل الكثير من الصيادين من العثور على هذا النوع ولم يتم تسجيل أي رؤية لهذا النوع من سنة 1980 بعد بدء الحرب العراقية الإيرانية.